# Husqvarna Nuda 900
Die Husqvarna Nuda 900 ist ein Naked Bike des Motorradherstellers Husqvarna Motorcycles, das von 2012 bis 2013 im italienischen Varese gebaut wurde.

## Modellgeschichte
Das Motorrad entstand in enger Zusammenarbeit mit BMW-Motorrad, da 2007 Husqvarna von der BMW AG übernommen wurde. Als Antrieb dient ein modifizierter Reihen-Zweizylinder-Motor aus der BMW-F-800-Baureihe, der in einem ebenfalls modifizierten Stahl-Gitterrohrrahmen der BMW F 800 GS eingebaut wurde. Ab 2013 war die Nuda 900 auch mit einem ABS der Firma Bosch verfügbar. Die Produktion wurde 2013 nach dem Verkauf von Husqvarna an KTM eingestellt und die Restbestände der Produktion abverkauft. Grund war die zu enge technische Verwandtschaft mit der BMW F-800-Reihe.
Die Nuda hat eine sehr große Fangemeinde. Jährlich findet um Fronleichnam das Nuda Treffen im Bayerischen Wald statt. Hierzu kommen die Fans aus ganz Europa in die Nähe von St. Englmar.

## Modellvarianten
Es wurden zwei Varianten angeboten: Nuda 900 und Nuda 900 R. Die zweite hatte eine höherwertige Bremse am Vorderrad, ein voll einstellbares Fahrwerk, eine andere Sitzbank, Carbon-Applikationen am Endschalldämpfer und rote statt schwarze Seitenverkleidungen. Zudem hat die 900 R eine kürzere Übersetzung, was für eine bessere Beschleunigung/besseres Ansprechverhalten spricht, jedoch die Höchstgeschwindigkeit um ca. 8 km/h verringert (217 km/h statt 225 km/h).

## Technik
Der Motor der Nuda 900 stammt aus der BMW-F-800-Baureihe, hat aber durch eine 2 mm größere Bohrung (84 mm) und einen 5,6 mm größeren Hub (81 mm) einen Hubraum von 898 cm³. Zudem verfügt er über einen Hubzapfenversatz von 45° und damit einen Zündversatz von 315°/405°, was dem eines V2-Motors mit 45° Zylinderwinkel entspricht. Der Zweizylinder leistet 77 kW (105 PS) und produziert ein maximales Drehmoment von 98 Nm.